# Monteiroa glomerata
Monteiroa glomerata är en malvaväxtart som först beskrevs av William Jackson Hooker och Arn., och fick sitt nu gällande namn av Antonio Krapovickas. Monteiroa glomerata ingår i släktet Monteiroa och familjen malvaväxter. Inga underarter finns listade i Catalogue of Life.